# Posavina-Pferd
Das Posavina-Pferd (kroatisch Posavski konj oder Posavski bušak), auch Kroatischer Posavac (Hrvatski posavac [ˈpɔːsaʋats]) oder Turopolje-Pferd, ist eine aus Kroatien stammende Pferderasse. Diese Kaltblut-Pferderasse stammt aus der Posavina, einer Region um den Fluss Save in Zentralkroatien und Slawonien, in unmittelbarer Nähe zur Turopolje-Region.
Gemessen an seiner Population ist das Posavina-Pferd, zusammen mit dem Kroatischen Kaltblut, die bedeutendste Pferderasse in Kroatien. Dank seiner guten Eigenschaften wurde das Pferd auch von zahlreichen Züchtern aus der Posavje-Region in Slowenien angenommen.
Hintergrundinformationen zur Pferdebewertung und -zucht finden sich unter: Exterieur, Interieur und Pferdezucht.

## Exterieur
Das Posavina-Pferd hat einen nicht allzu langen Hals, trockene, charakteristisch breite Nüstern und ausgesprochen klare Augen, sowie kleine, spitze Ohren. Der Hals liegt fest am Körper, ist kurz und wohlgeformt mit einer festen Mähne. Das Pferd hat einen kräftigen Rumpf, welcher in allen drei Teilen gleichermaßen ausgeprägt ist. Es hat eine steil abfallende Kruppe und einen reichhaltigen Schweif. Die Beine sind relativ trocken mit einem kurzen Schienbein und aufrechter Haltung. Bei den Fellfarben überwiegt rotbraun, meist dunkler als heller. Das Pferd taucht ebenso als Rappe auf, etwas seltener als Grauschimmel oder Fuchs. Ein fleckiges Fell ist in der Zucht nicht erwünscht.

## Interieur
Das Posavina-Pferd ist ein stämmiges Zugtier von fester Verfassung, hat einen guten und ruhigen Charakter. Es wurde einst für Zugdienste in Wäldern und Ackerbau verwendet. Der Posavac ist eine frühreife Rasse von guter Gesundheit und langer Lebensdauer. Das Pferd besitzt einen ausgeglichenen Charakter, hat einen ausgeprägten Willen und ist ausdauernd bei der Arbeit. Es ist sehr genügsam und vom Fütterungsaufwand her sehr leicht zu füttern. Das Pferd wird von den ersten Frühlingsmonaten bis zu den späten Herbstmonaten auf den Wiesen gehalten, im Winter wird es im Stall gehalten und mit Heu und Maiskolben gefüttert.

## Zuchtgeschichte
Als die Kroaten vor vielen Jahrhunderten von den Steppen Eurasiens in das heutige Gebiet Kroatiens gelangten, brachten sie auch ihre Pferde mit. In diesem Gebiet des ständigen Aufeinanderprallens der Zivilisationen des Ostens und des Westens, großer Reiche, sowie deren Armeen, bzw. des schweren europäischen Kriegspferdes einerseits und des leicht-beweglichen orientalischen Pferdes andererseits, musste sich diese Pferderasse an die Gegebenheiten anpassen (siehe auch Militärgrenze). Dies ist die Grundlage, auf der die heutige Zucht des kroatischen Posavac beruht. Das Volk schuf diese Pferdeart als spezifische Pferdeart unter den Einflüssen der geographischen Gegebenheiten in Kroatien und der Weideflächen der Posavina-Gegend.

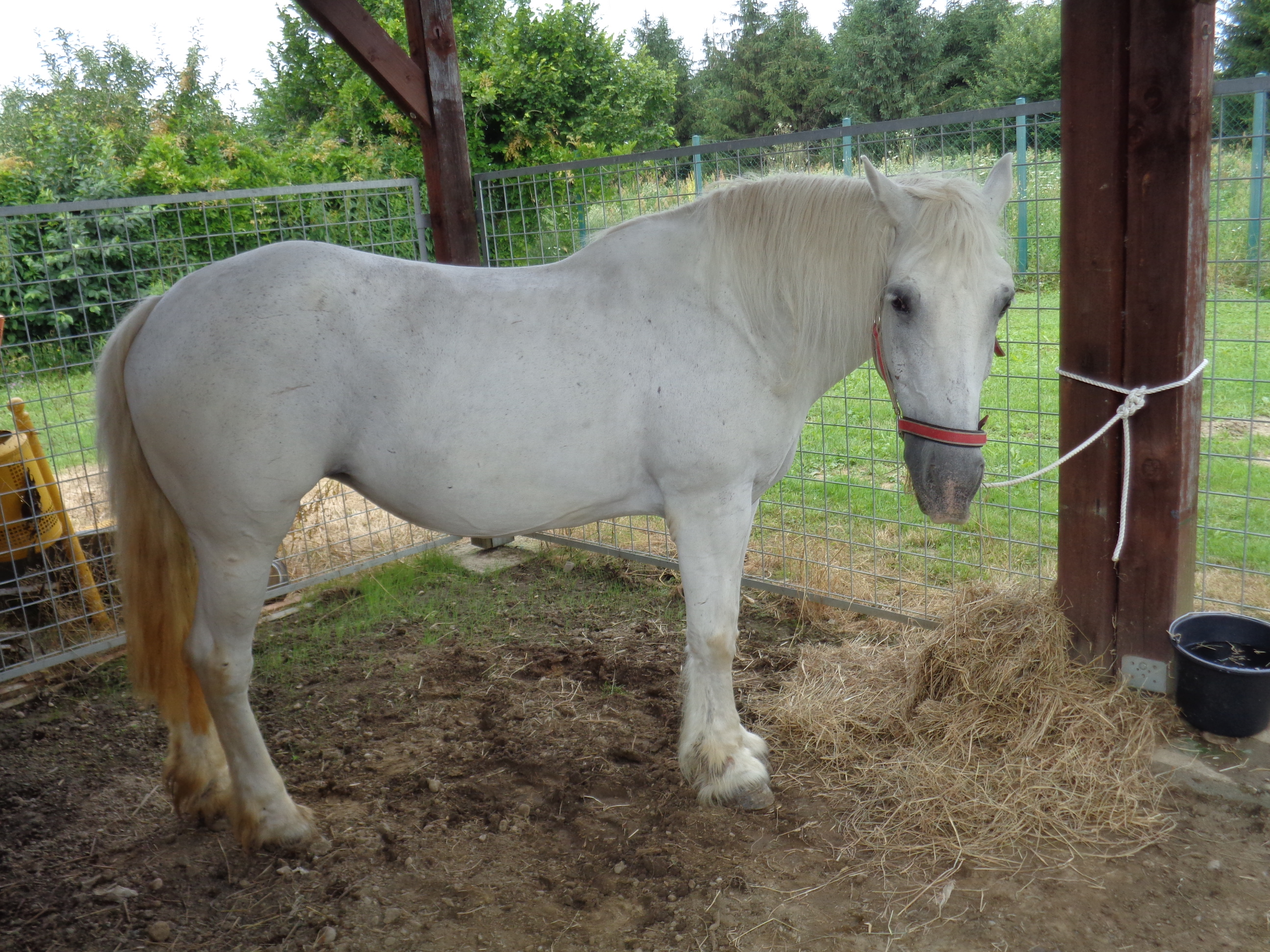
Ein seltenes weißes Posavac-Pferd

Einst umfasste das Zuchtgebiet der Pferderasse das Gebiet von Zagreb bis Županja mit den zahlreichen fruchtbaren Wiesen und Feldern neben der Save. Heute umfasst das Zuchtgebiet den Abschnitt von Zagreb bis Nova Gradiška. Seit 1991 wird diese Pferderasse systematisch selektiert, kontrolliert und es wird ein Register über die vorhandene Zahl der Pferde geführt. Im 2013 wurden in Kroatien insgesamt 5131 Posavac-Pferde registriert.